# 暗黒の戦士 ハイランダー
『暗黒の戦士 ハイランダー 』（あんこくのせんしハイランダー、英語：Highlander: The Series）は、1992年から1998年に放映されたアメリカ合衆国、
フランス、イタリア、ドイツ、日本の共同制作（ただし、放送時の言語は英語）のファンタジー/特撮 テレビドラマ。フランスではTF1とM6で放映された。
この作品はハイランダーシリーズの余波として、この作品は映画版の主要登場人物であるコナー・マクロード（クリストファー・ランバート）と同じ氏族の者にしてスコットランドの Clan MacLeodであるハイランダー・ダンカン・マクラウドの人生を軸に展開していく。
ランバートは時間軸上の関係で、第1シーズン第1話に少しだけ姿を現し、彼についての話が6シーズン中何度か出てくる。
撮影はフランスとカナダで行われ、 カナダ側での主なロケ地はバンクーバーである。

## 制作

### 企画
この番組はヨーロッパを中心に制作が行われた。
映画第1作から第4作に出演していたクリストファー・ランバートは、フランスの大手エンタテインメント複合企業ゴーモンの代表Christian Charretと一緒に仕事をしたことがあり、ランバートは映画第1作のプロデューサーであるピーター・デイヴィスとウィリアム・N・パンザーがハイランダーのテレビシリーズを作りたいと考え、Charretとつながりを持った。
ゴーモンがその作品のTVシリーズ権を買い取り、1992年にゴーモンがテレビ部門を開設し、フランスの銀行 en:Credit du Nordから融資を受けたうえでほかの作品の企画とともにハイランダーのドラマ化企画が立ち上げられた。
企画を主導するゴーモン・テレビジョンは、アメリカでのシンジゲート放送を行う権利を買い取り、現地のスタッフを採用した。このゴーモンのやり方は当時画期的な動きであるとみなされていた。
この番組は、フランスの会社にとって初めて、アメリカ向けに製作された番組として知られるようになり、ゴーモンは RTL Plus (ドイツ)、 Rysher Distribution (アメリカ)、Reteitalia Productions(イタリア)、アミューズビデオ (日本)、TF1 (フランス) といった国をまたいだパートナー陣とともに制作し、シンジゲート放送を行った 。
第1シーズンの予算は2610万USドルだった。Rysherの代表であるキース・サンプルズは「保障された予算の75%は海外からの売り上げだった」と話しており、残りの25%はアメリカでの売り上げということになり、プロデューサーたちは、放映権を得たことで、海外からの売り上げだけで1話あたり80万ドルの予算を組むことができ、この額は1992年から93年にかけて放送されたドラマの中でも最高の額であるとされている。
ヨーロッパ側のスタッフときちんと調整を図るため、共同制作協定の一環としていずれのシーズンも2つのスケジュールに分けられ、前半の、ワシントン州シークーバーを舞台とした場面の撮影はカナダのバンクーバーで行われ、それ以外のほかの場面はのちにフランスのパリで撮影が行われた。
バンクーバーでの製作は1992年7月13日に始まった。そして、パリでの製作は1992年12月に始まり、パリ郊外の地域であるヴァル＝ド＝マルヌ県（en:Bry-sur-Marne）で行われた。

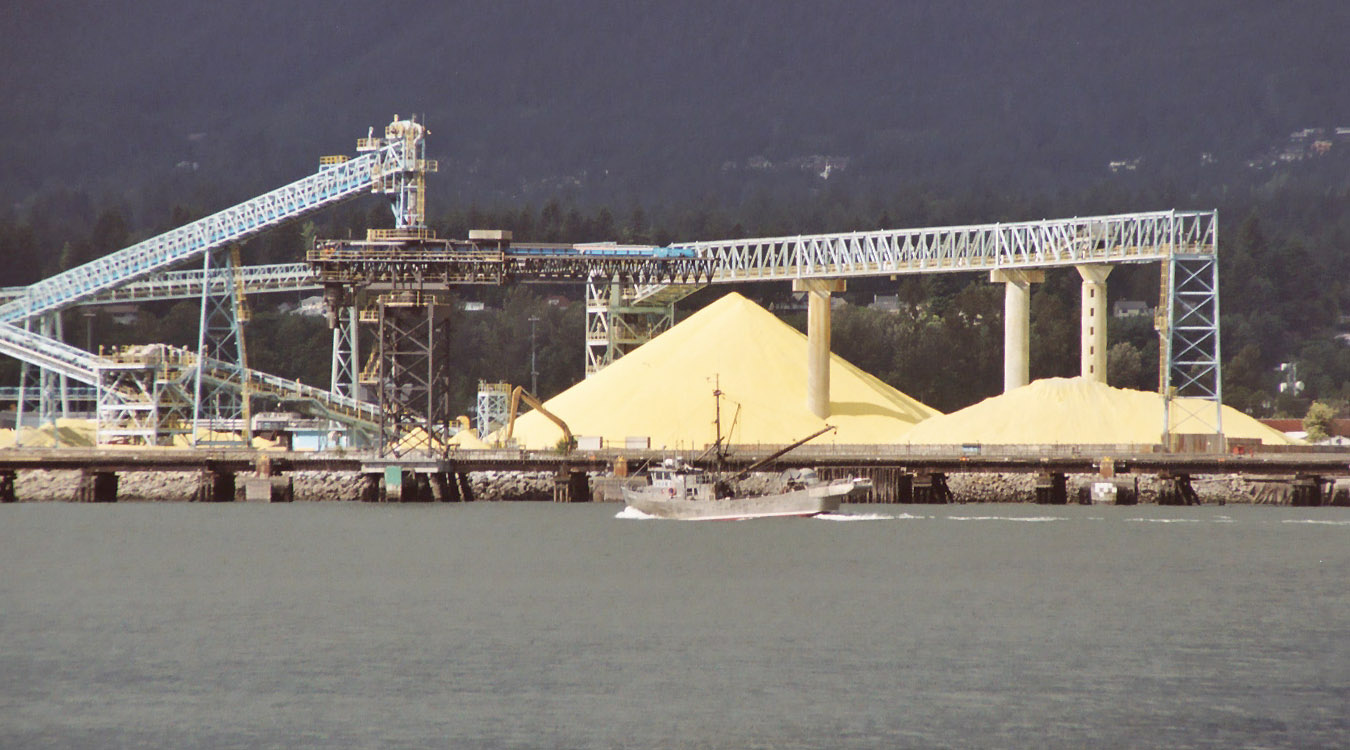
第13話のクライマックスの剣闘の場面のロケ地となったバンクーバー港

製作総指揮の座には、ビル・パンザーとPeter S. Davis、Steven Maier、Sheryl Hardy、Guy Collins、そしてゴーモン・テレビジョン代表であるChristian Charretがついたと、ゴーモン共同制作チームの代表である Marla Ginsburgがついた。
Kevin Droney and Philip John Taylorは第1シーズンの初めからスーパーバイジング・プロデューサーを務めていたが、第1シーズン第7話からテイラーの代わりにDavid Abramowitzがその座に就いた。
プロデュースはバリー・ローゼンとGary Goodmanが行い、製作部門の統括はマルク・デュ・ポンタヴィス（en:Marc du Pontavice）とデニス・ルロイが行った。スクリプトはスタッフとブライアン・クレメンスといったフリーランスの脚本家が共同で執筆した
第1話から第13話におけるバンクーバーでの製作時のラインプロデューサーはBrent-Carl Clacksonが担当した
第14話から第22話、つまり製作の現場がパリにうつったときは、パトリック・ミレットが制作部マネージャーとして、ラインプロデューサーを務めた
レギュラーの監督はトーマス・J・ライトと、 Jorge Montesi、レイ・オースティンが務め、剣技指導はボブ・アンダーソンが担当した。アンダーソンは、バンクーバーの撮影時には演出も担当していたが、パリでの撮影時はスタント・コーディネーター兼第二班(en:second unit)監督であり、出演者の一人であるピーター・ダイアモンドが演出を担当した。オープニングテーマはクイーンの『カインド・オブ・マジック』より、「プリンシス・オブ・ザ・ユニヴァース」が採用された。
パイロット版は、もともとハイランダーシリーズの第3弾(テレビ映画)として企画されたが、予算の問題と、製作の後半でランバートがコナー・マクロード役を演じたいと言い出してきたため、1時間のパイロット版として脚本が練り直された結果となった。

## 登場人物
ダンカン・マクラウド
エイドリアン・ポール/江原正士
テッサ・ノエル
アレクサンドラ・バンダヌート/相沢恵子
ダンカンの恋人。
リッチー・ライアン
スタン・カーシェ/成田剣
Randi McFarland
アマンダ・ワイス/湯屋敦子
テレビリポーター
ダンカン周辺を怪しく思っている
Joe Dawson
Jim Byrnes
マクロードのウォッチマン。
Charlie DeSalvo
フィリップ・エイキン
マクロードの知人。
アン・リンゼイ
リサ・ハワード
第3シーズンからダンカンの恋人になっていく。

### インモータル
コナー・マクロード
クリストファー・ランバート
フェリシア・マーチンズ
ジョーン・ジェット
Kiem Sun
スーン＝テック・オー
中国系のインモータル

### その他
イアン・マクロード
Matthew Walker
ダンカンの養父
ロバート・マクロード
スコット・マクニール
モーリス
ミシェル・モド

## スピンオフ
この番組は映画『ハイランダー/最終戦士』(en:Highlander: Endgame,2000) と『ハイランダー ネクスト』(en:Highlander: The Source,2007)につながっていく。いずれの映画もエイドリアン・ポールがダンカン・マクラウドを演じ、ピーター・ウィングフィールドがMethosを、そして ジム・バーンズ がJoe Dawsonを演じた。

## サブタイトル
| #  | シーズン1                                  | シーズン2                  | シーズン3                  | シーズン4                 | シーズン5                        | シーズン6             |
| -- | ------------------------------------------ | -------------------------- | -------------------------- | ------------------------- | -------------------------------- | --------------------- |
| 1  | ハイランダー誕生 "The Gathering"           | "The Watchers"             | "The Samurai"              | "Homeland"                | "Prophecy"                       | "Avatar"              |
| 2  | 神秘の系図 "Family Tree"                   | "Studies in Light"         | "Line of Fire"             | "Brothers in Arms"        | "The End of Innocence"           | "Armageddon"          |
| 3  | 激闘!チャイナタウン "The Road Not Taken"   | "Turnabout"                | "The Revolutionary"        | "The Innocent"            | "Manhunt"                        | "Sins of the Father"  |
| 4  | 恐怖が支配する街 "Innocent Man"            | "The Darkness"             | "The Cross of St. Antoine" | "Leader of the Pack"      | "Glory Days"                     | "Diplomatic Immunity" |
| 5  | 魔性の女 フェリシア "Free Fall"            | "Eye For An Eye"           | "Rite of Passage"          | "Double Eagle"            | "Dramatic License"               | "Patient Number 7"    |
| 6  | テロリストハンター "Bad Day in Building A" | "The Zone"                 | "Courage"                  | "Reunion"                 | "Money No Object"                | "Black Tower"         |
| 7  | デス・ゲーム "Mountain Men"                | "The Return of Amanda"     | "The Lamb"                 | "The Colonel"             | "Haunted"                        | "Unusual Suspects"    |
| 8  | 悪夢の処方箋 "Deadly Medicine"             | "Revenge of the Sword"     | "Obsession"                | "Reluctant Heroes"        | "Little Tin God"                 | "Justice"             |
| 9  | 魔の航海 "The Sea Witch"                   | "Run For Your Life"        | "Shadows"                  | "The Wrath of Kali"       | "The Messenger"                  | "Deadly Exposure"     |
| 10 | 復讐の甘い罠 "Revenge is Sweet"            | "Epitaph for Tommy"        | "Blackmail"                | "Chivalry"                | "The Valkyrie"                   | "Two of Hearts"       |
| 11 | ブロンドの戦慄 "See No Evil"               | "The Fighter"              | "Vendetta"                 | "Timeless"                | "Comes a Horseman"               | "Indiscretions"       |
| 12 | 姿なき目撃者 "Eyewitness"                  | "Under Color of Authority" | "They Also Serve"          | "The Blitz"               | "Revelation 6:8"                 | "To Be"               |
| 13 | ファイナル・ターゲット "Band of Brothers"  | "Bless the Child"          | "Blind Faith"              | "Something Wicked"        | "The Ransom of Richard Redstone" | "Not To Be"           |
| 14 | 地獄の道化師 "For Evil's Sake"             | "Unholy Alliance"          | "Song of the Executioner"  | "Deliverance"             | "Duende"                         | -                     |
| 15 | 死への追撃 "For Tomorrow We Die"           | "Unholy Alliance Part Two" | "Star-Crossed"             | "Promises"                | "The Stone of Scone"             | -                     |
| 16 | オペラ座に潜む悪夢 "The Beast Below"       | "The Vampire"              | "Methos"                   | "Methuselah's Gift"       | "Forgive Us Our Trespasses"      | -                     |
| 17 | 愛しき人よ、永遠に "Saving Grace"          | "Warmonger"                | "Take Back the Night"      | "The Immortal Cimoli"     | "The Modern Prometheus"          | -                     |
| 18 | 沈黙の獲物たち "The Lady and the Tiger"    | "Pharaoh's Daughter"       | "Testimony"                | "Through A Glass, Darkly" | "Archangel"                      | -                     |
| 19 | 裏切りの瞳 "Eye of the Beholder"           | "Legacy"                   | "Mortal Sins"              | "Double Jeopardy"         | -                                |                       |
| 20 | 甦る堕天使 "Avenging Angel"                | "Prodigal Son"             | "Reasonable Doubt"         | "Till Death"              | -                                |                       |
| 21 | 勝利なき栄光の果てに "Nowhere to Run"      | "Counterfeit"              | "Finale"                   | "Judgement Day"           | -                                | -                     |
| 22 | さらば暗黒の戦士 "The Hunters"             | "Counterfeit Part Two"     | "Finale Part 2"            | "One Minute to Midnight"  | -                                | -                     |

## 日本語版スタッフ
- プロデューサー：内田正仁（アミューズビデオ）
- 翻訳：平田勝茂
- 演出：松川陸
- 調整：金谷和美
- 日本語版制作：プロセンスタジオ